# Philip Boedoro
Philip Moris Tambe Vanua Boedoro (* 21. Mai 1958) ist ein vanuatuischer Politiker der Vanua’aku Pati (VP), der unter anderem zwischen dem 2. und 22. September 2014 kommissarischer Präsident von Vanuatu war.

## Leben
Boedoro, der von der Insel Maéwo stammt, war nach dem Schulbesuch zunächst als Polizeibeamter und später als Inhaber eines eigenen Sicherheitsunternehmens tätig. 2002 wurde er für die Vanua’aku Pati (VP) erstmals zum Mitglied des Parlaments gewählt und vertrat in diesem bis 2004 den Wahlkreis Maéwo. Zugleich fungierte er zwischen dem 3. Juni 2002 und dem 29. Juli 2004 als Minister für umfassende Reformprogramme in der ersten Regierung von Premierminister Edward Natapei.
2008 wurde Boedoro für die VP wieder zum Mitglied des Parlaments gewählt und vertrat nunmehr bis 2016 den Wahlkreis Maéwo. Am 23. März 2013 wurde er zum Sprecher des Parlaments gewählt und bekleidete das Amt des Parlamentspräsidenten bis zum 16. Juni 2015. Daneben war er in Personalunion Vorsitzender des Verfassungsausschusses. Am 2. September 2014 wurde er kraft Amtes als Nachfolger des bis dahin amtierenden Präsidenten Iolu Abil als kommissarischer Präsident von Vanuatu. Am 22. September 2014 übergab er das Amt des Präsidenten an Baldwin Lonsdale, der zuvor nach acht Wahlgängen die nötige Zweidrittelmehrheit von 46 der 52 Abgeordneten für die Wahl des Staatspräsidenten erhalten hatte.